# Souroubea pachyphylla
Souroubea pachyphylla là một loài thực vật có hoa trong họ Marcgraviaceae. Loài này được Gilg miêu tả khoa học đầu tiên năm 1898.